# Worzel
Worzel (ukr. Ворзель) – osiedle typu miejskiego na Ukrainie, w obwodzie kijowskim, w rejonie buczańskim, w hromadzie Bucza. W 2001 liczyło 5777 mieszkańców, spośród których 5026 wskazało jako ojczysty język ukraiński, 731 rosyjski, 1 węgierski, 1 rumuński, 1 bułgarski, 7 mołdawski, 5 białoruski, 2 ormiański, a 10 inny.